# Al-Quwwat al-Baḥrīyah al-Malikiyya al-Urdunniyya
La Regia forza navale giordana, in arabo القوة البحرية الملكية الأردنية‎?, Al-Quwwat al-Baḥrīyah al-Malikiyya al-Urdunniyya, è la componente navale delle forze armate dello Stato della Giordania.
La Giordania istituì una piccola guardia costiera nel 1951 per sorvegliare il suo ridotto accesso marittimo al Golfo di Aqaba nonché il bacino lacustre del Mar Morto. La guardia costiera fu infine espansa nell'organico e trasformata in forza militare navale nel 1991, pur rimanendo dotata solo di imbarcazioni leggere per la sorveglianza costiera; la Forza navale è la componente numericamente più piccola delle Forze armate giordane (Al-Quwwāt al-Musallahat al-Urdunniyya).

## Storia

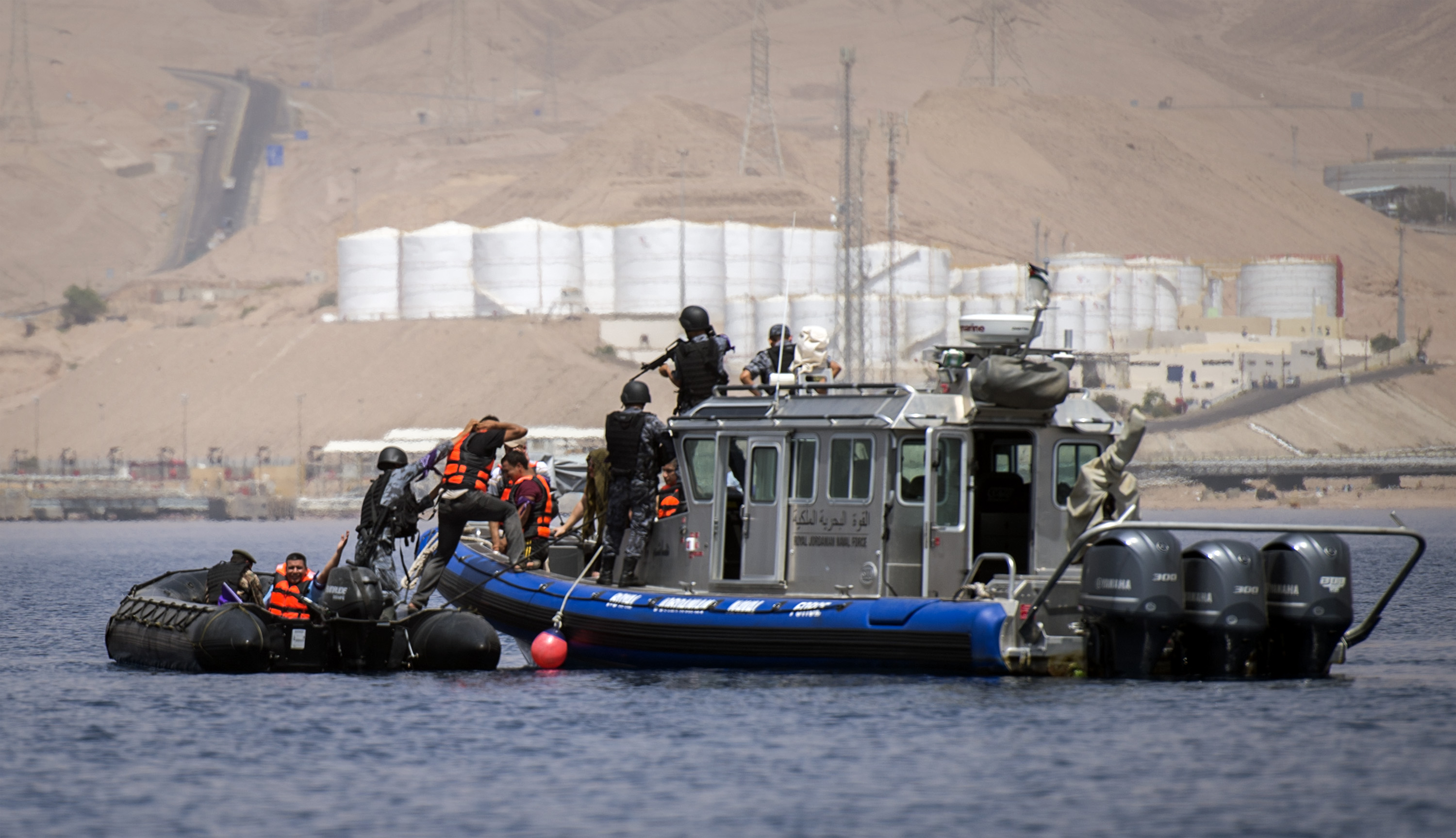
Una motovedetta giordana impegnata in un'esercitazione nelle acque del Golfo di Aqaba nel 2016

Il Regno di Giordania creò la sua prima forza navale nel 1951, quando venne attivata una piccola guardia costiera per garantire la sorveglianza del ristretto accesso al mare del regno, non più di 26 chilometri di costa affacciata sul Mar Rosso e incentrata sull'importante porto di Aqaba; subordinato al comando dell'Esercito giordano, il reparto non era più grande di una compagnia di fanteria (circa 200 uomini) e il naviglio in dotazione si riduceva a un pugno di motolance per uso costiero. Nel 1952 il comando della piccola forza venne trasferito a Kalya in Cisgiordania, all'epoca parte del Regno, per sorvegliare il bacino lacustre del Mar Morto con una flottiglia di tre piccole motovedette con scafo in alluminio; un plotone di sorveglianza fu poi riattivato ad Aqaba nel 1957.
Dopo la perdita della Cisgiordania a favore di Israele nella guerra dei sei giorni del 1967, il comando della guardia costiera giordana fu riportato ad Aqaba. Una vera riorganizzazione del corpo non iniziò prima del 1974: fu creata un'unità di sommozzatori, mentre la linea del naviglio venne ammodernata con l'acquisto dagli Stati Uniti d'America di quattro o cinque nuove motovedette della classe Bertram. Il corpo conobbe un'espansione nel corso degli anni 1980, quando furono aggiunti all'organico altre quattro motovedette, quattro lance d'assalto e nove imbarcazioni leggere per i sommozzatori; gli effettivi in servizio raggiunsero invece i 300 uomini nel 1988.
Alla fine degli anni 1980 il governo di Amman ordinò la costruzione ai cantieri navali della britannica Vosper Thornycroft di un gruppo di unità di maggiori dimensioni, con cui equipaggiare le sue forze navali. Il 13 novembre 1991, nel corso di una cerimonia ad Aqaba alla presenza del re Husayn di Giordania, furono quindi accettati in servizio i tre pattugliatori della classe Al-Husayn, unità da 124 tonnellate di dislocamento armate con due mitragliere da 30 mm e una da 20 mm; lo stesso giorno, la guardia costiera giordana cambiò ufficialmente nome divenendo la Regia forza navale militare giordana. Il rafforzamento dei ranghi proseguì negli anni seguenti con l'acquisto di ulteriori unità da sorveglianza costiera, generalmente piccole motovedette o RHIB destinati al supporto delle neo-costituite forze speciali navali; un programma per l'acquisto di quattro pattugliatori da 250 tonnellate fu annullato nel 2009 a causa della crisi economica che affliggeva la nazione, ma nel 2020 fu siglato un contratto per l'acquisto di due guardacoste di nuova costruzione da consegnarsi nel 2023.
Nel 2003 furono avviati i lavori per la costruzione di una nuova base navale ad Aqaba, inaugurata nel 2006.

## Struttura

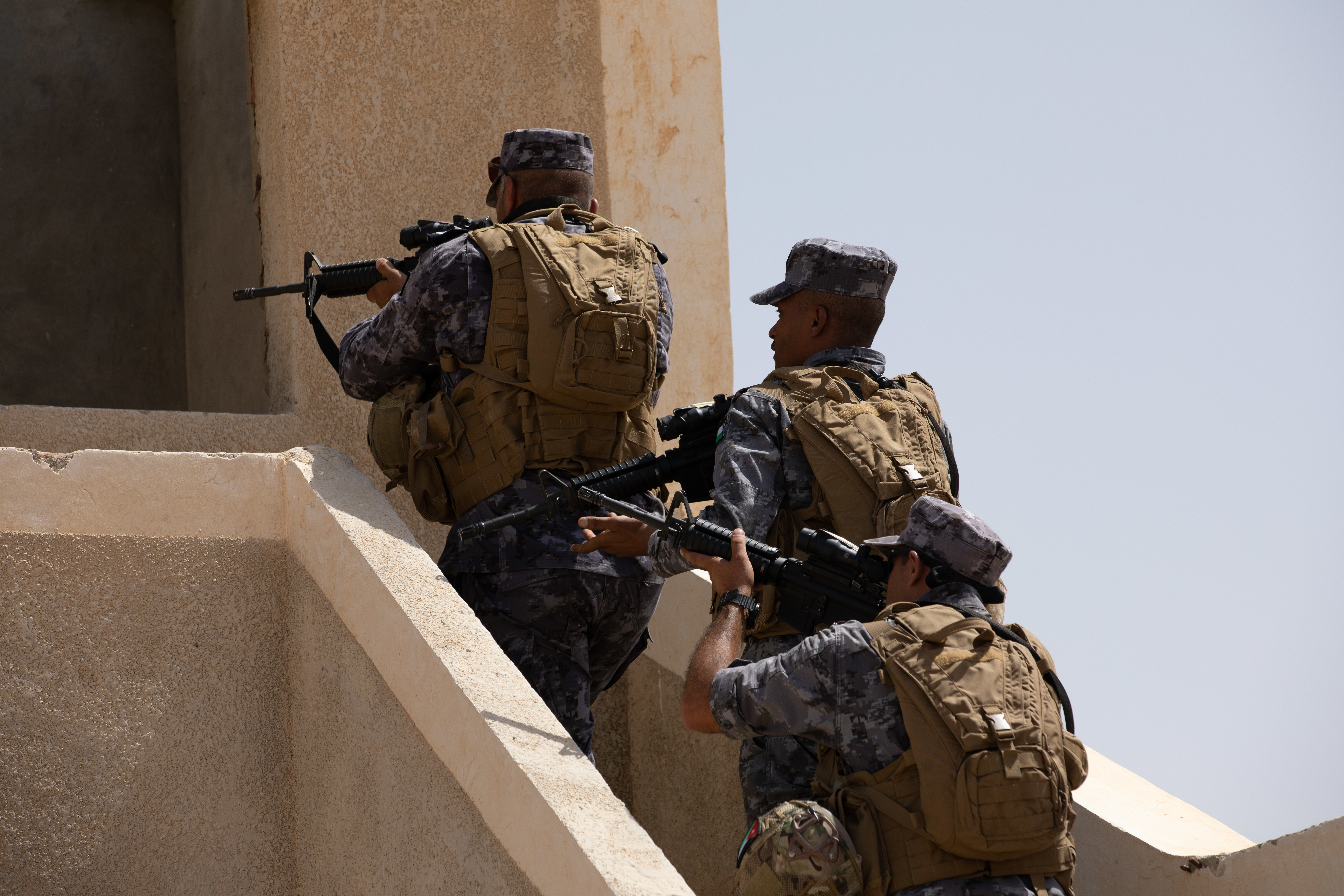
Membri delle forze speciali navali giordane durante un'esercitazione in Egitto nel 2020

Al 2022 la Regia forza navale giordana conta in servizio 700 effettivi. Le imbarcazioni in uso sono una trentina, principalmente motovedette e RHIB; le unità maggiori rimangono i tre pattugliatori classe Al-Husayn entrati in servizio nel 1991. Subordinati al quartier generale della Forza vi sono un Gruppo mezzi navali (raggruppante i pattugliatori e le motovedette), un Gruppo subacquei incursori, un Gruppo supporto tecnico e un Centro addestrativo, oltre a due compagnie di sorveglianza delle strutture a terra (una per la base di Aqaba e una per quella di Hingat al Ramat sul Mar Rosso); la Forza navale ha anche una propria unità di anti-terrorismo (conosciuta come Counter-terrorism Team) supportata da un'unità di mezzi navali speciali. Infine, il 77º Battaglione esplorante dell'Esercito è addestrato alle operazioni anfibie in congiunzione con i mezzi da trasporto della Forza navale.